# Zsófia görög hercegnő
Zsófia görög hercegnő (Korfu, 1914. június 26. – München, 2001. november 3.)

## Családja
1914. június 26-án született, Korfu szigetén, a Mon Repos Villában, András görög és dán herceg és Aliz battenbergi hercegnő negyedik gyermekeként. Három nővére és egy öccse volt:
- Margit (1905. április 18. – 1981. április 24.)
- Teodóra (1906. május 13. – 1969. október 16.)
- Cecília (1911. június 22. – 1937. november 16.)
- Fülöp (1921. június 10. – 2021. április 9.)

## Első házassága
1930. december 15-én, Berlinben nőül ment Kristóf hessen–kasseli herceghez, Frigyes Károly hessen–kasseli herceg és Margit porosz királyi hercegnő fiához, aki Viktória királynő dédunokája volt. 1943. október 7-én a herceg meghalt egy repülőgép-katasztrófában, az Appenninnek hegyláncai között, az olaszországi Forlì városka közelében. Testét csak két nappal később találták meg. (A Szász-Coburg-Gotha család almanach-jában az áll, hogy a herceget a német katonák ölték meg egy akciójuk során, amikor megszállták Olaszországot a második világháború idején.)
A párnak öt közös gyermeke született:
- Krisztina Margit (1933. január 10. – 2011. november 21.), első férje András (1929–1990) jugoszláv király herceg, I. Sándor jugoszláv király fia, aki öngyilkosságot követett el, elváltak, 2 gyermekük született
- Dorottya Sarolta Karina (1934. július 24. – )
- Károly Adolf András (1937. március 26. – )
- Rainer Kristóf Frigyes (1939. november 18. – )
- Klarissza Alíz (1944. február 6. – )

## Második házassága
1946. április 23-án Zsófia újból férjhez ment, ezúttal György Vilmos hanoveri herceghez, a németországi Salem városában, Baden-Württemberg tartományban. György Ernő Ágost braunschweigi herceg és Viktória Lujza porosz királyi hercegnő fia volt. (Viktória apja nem más volt, mint II. Vilmos német császár, anyja pedig Auguszta Viktória német császárné volt.)
Ebből a frigyből még további három gyermeke született Zsófiának:
- Welf Ernő (1947. január 25. – 1981. január 10.)
- György (1949. december 9. – )
- Friderika (1954. október 15. – )

Zsófia 2001. november 3-án hunyt el, Münchenben. Második férje Zsófia után 4 évvel, 2006. január 8-án halt meg.